# Max Marschalk

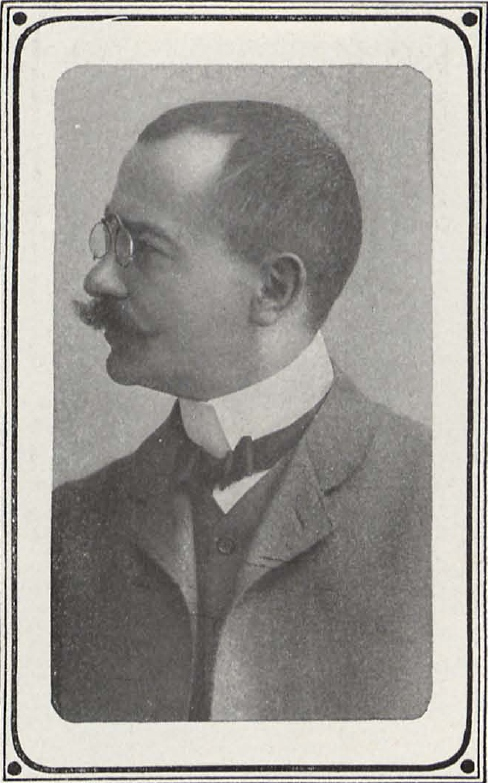
Max Marschalk

Max Marschalk (Berlijn, 7 april 1863 – Pobierowo, 24 augustus 1940) was een Duits componist, muziekpedagoog, muziekcriticus en muziekuitgever. Hij was de zoon van de koopman en winkelier Fritz Marschalk en de zangeres Laura Marschalk (1834-1898). Max was de oudere broer van de violiste, actrice en vredesactiviste Margarete Hauptmann, de tweede echtgenote van de Duitse dichter Gerhart Hauptmann, een vioolleerling van Joseph Joachim.

## Levensloop
Marschalk studeerde aan de Akademie der bildenden Künste in Berlijn en studeerde ook privé muziek bij Heinrich Urban. Vanaf 1885 werkte hij als muziekcriticus, van 1895 tot 1933 voor het dagblad Vossische Zeitung. Verder was hij bezig als zangleraar, een leerling was bijvoorbeeld de zangeres (alt) Margarete Klose (eigenlijk: Frida Klose), en was tot 1934 eigenaar van de muziekuitgeverij Dreililien in Berlijn. De bestanden uit deze muziekuitgeverij gingen in 1934 over naar de muziekuitgeverij Richard Birnbach. Marschalk was erg goed bevriend met de componisten Gustav Mahler en Richard Strauss.
Als componist schreef hij opera's en andere toneelmuziek, vooral voor zijn zwager Gerhart Hauptmann, maar ook orkestwerken en een aantal liederen.

## Composities

### Werken voor orkest
- 1909 Serenade, voor orkest, op. 30
- 1913 Eine Nachtmusik, voor orkest, op. 32

### Muziektheater

#### Opera's
| Voltooid in | titel                               | aktes       | première                   | libretto       |
| ----------- | ----------------------------------- | ----------- | -------------------------- | -------------- |
| 1896        | In Flammen ook: Phanor und Phanette | 1 akte      | 1896, Gotha                | Emil Strauß    |
| 1897        | Das Wichtelchen                     | 1 akte      | ca. 1900, Berlijn          | Moritz Heimann |
| ca. 1902    | Aucassin und Nicolette              | 6 taferelen | 27 oktober 1907, Stuttgart |                |

#### Toneelmuziek

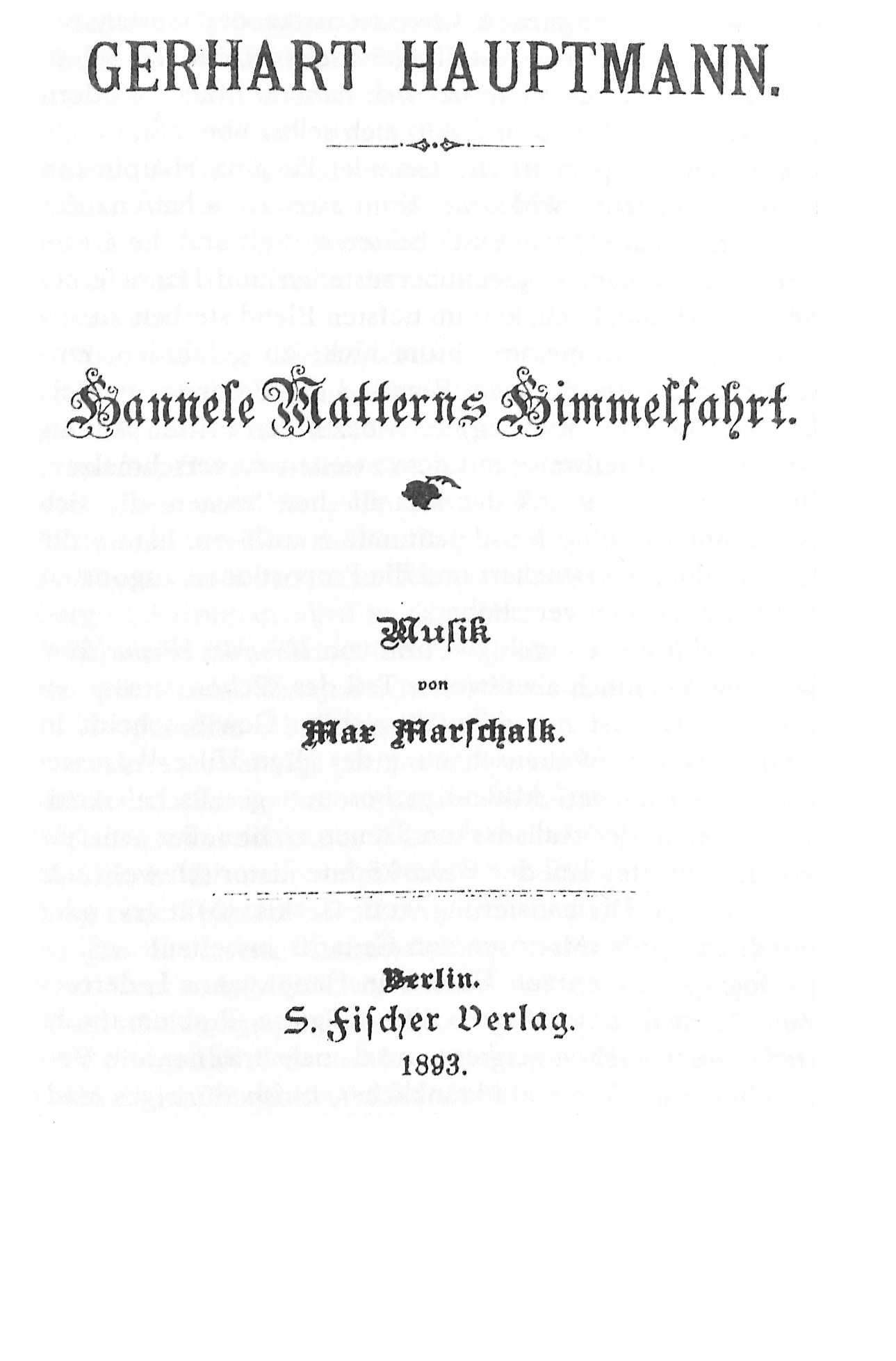
Titelpagina van Hannele Matterns Himmelfahrt

- 1893 Hannele Matterns Himmelfahrt,[1] - première: 14 november 1893 Berlijn, Koninklijke schouwburg
- 1896 Die versunkene Glocke, sprookjesdrama - tekst: Gerhart Hauptmann - première: 30 april 1897, Weimar, Groothertoglijk hoftheater, nu: Deutsches Nationaltheater
- 1899 Schluck und Jau, tekst: Gerhart Hauptmann - première: 3 februari 1900 Berlijn, Deutsches Theater Berlin
- 1900 Lobetanz, een sprookje in 4 taferelen - tekst: Otto Julius Bierbaum
- 1904 Übermenschen muziek tot "Prophet" van Robert Misch
- 1905 Borgia, balletmuziek voor het stuk van Robert Misch - première: 18 februari 1904, Weimar, Groothertoglijk hoftheater
- 1905 Das böse Prinzesschen, sprookjesspel voor kinderen in 3 bedrijven - tekst: Gabriele Reuter
- 1906 Und Pippa tanzt, op. 30 - tekst: Gerhart Hauptmann - première: 19 januari 1906, Berlijn, Lessingtheater
- 1928 Der weiße Heiland - tekst: Gerhart Hauptmann

### Vocale muziek

#### Liederen
- 1900 5 Gedichte aus dem "Pierrot Lunaire", voor zangstem en piano, op. 14 - tekst: Albert Giraud, in de Duitse vertaling van Otto Erich Hartleben
- 1904 5 Lieder, voor zangstem en piano, op. 22 - tekst: Wilhelm Arent
- 1905 2 Rondels, voor zangstem en piano - tekst: Albert Giraud
- Auf jenen Hügeln die Sonne, voor zangstem en piano - tekst: Gerhart Hauptmann
- Gesänge der Schwermut, voor bariton en piano - tekst: Eduard Stücken

## Publicaties
- Vom Bühnenschicksal des "Tannhäuser", Blätter der Städtischen Oper ; 4 (1928/1929), 4, pp. 52 – 61
- Beethoven-Forschung : Leben und Werke, Beethoven-Jahrbuch - Sammelbesprechung von Beethoven-Literatur 1925, in: Vossische Zeitung. – Berlin. – 1925, vom 06.12., Nr. 49
- Im Verlage Quelle & Meyer, Leipzig, bringt Ludwig Schiedermair sein monumentales Werk "Der junge Beethoven" heraus ..., in: Vossische Zeitung. – Berlin. – 1925, vom 06.12., Nr. 292
- Beethoveniana – Rezensionen zu "Beethoven" von Gustav (nicht Georg) Ernest, "Beethoven" von Bernhard Bartels, "Beethoven" von August Halm, "Ludwig van Beethoven" von Anton Schindler (Neuauflage, hrsg. von Fritz Volbach), "Ludwig van Beethoven: Briefe, Gespräche, Erinnerungen", hrsg. von Paul Wiegler, "Beethoven als Freund der Familie Wegeler-v.Breuning", hrsg. von Stephan Ley, "Das romantische Beethovenbild" von Arnold Schmitz, sowie weiterer Beethoven-Literatur in: Vossische Zeitung. – Berlin. – 1927, vom 04.12., Beilage "Literarische Umschau", Nr. 49
- Der Schatzgräber, in: Vossische Zeitung, 4 April 1922
- Der singende Teufel. Franz Schreker in der Lindenoper, in: Vossische Zeitung, 11. Dezember 1928
- Der Schmied von Gent, in: Vossische Zeitung, 31. Oktober 1932